# Miquel Xicart i Potrony
Miquel Xicart i Potrony (1896-1978) va ser un polític català de tendència tradicionalista i carlina. Empresonat durant la Guerra Civil per la seva ideologia, en acabar la contesa va ser nomenat alcalde de Badalona, el primer del franquisme, l'any 1939, però va ser ràpidament cessat al cap d'uns mesos pel governador civil perquè va desobeir l'ordre d'aportar recursos d'auxili social a causa de la manca de recursos municipals. Al llarg de la seva vida també va col·laborar assíduament en la premsa tradicionalista i en altres publicacions locals.
Era administratiu de professió. Durant la Segona República va ser militant de la secció local de Badalona de la Comunió Tradicionalista. Va ser regidor de l'oposició del primer plenari de l'ajuntament republicà amb els tradicionalistes, que s'havien presentat en coalició amb la Lliga Regionalista. En esclatar la Guerra Civil, va ser empresonat entre el novembre de 1936 i el juliol de 1937 al castell de Montjuïc i a la presó Model de Barcelona perquè en aquell moment presidia el Centre Tradicionalista de Badalona.
Quan va acabar la guerra, el 28 de gener de 1939 va ser nomenat alcalde de Badalona, el primer del franquisme. El nomenament va ser un reconeixement a la seva persona: Xicart va organitzar una quinta columna a la ciutat, i també pel partit que representava, el més actiu contra el republicanisme durant el període republicà i la guerra. Només va ser alcalde durant uns mesos, va ser destituït ràpidament el 15 de setembre de 1939 pel governador civil Wenceslao González Oliveros, que no va tolerar que Xicart es negués a aportar recursos per a l'Auxili Social que havia demanat el governador a través d'una circular. L'alcalde s'hi havia negat adduint manca de recursos i a la manca de pressupost per part de l'Ajuntament.
Al llarg de la seva vida va col·laborar en la premsa local tradicionalista, per exemple va dirigir Badalona Sportiva (1919) i després també va publicar a Revista de Badalona i va ser corresponsal local de El Correo Catalán.